# Argentinska självständighetskriget
Argentinska självständighetskriget utkämpades åren 1810-1818 av argentinska patriotiska styrkor under Manuel Belgrano, Juan José Castelli och José de San Martín mot spanska rojalistiska styrkor. Den 9 juli 1816 möttes en församling i San Miguel de Tucumán, och utropade full självständighet samt bestämde om en nationell konstitution.

## Bakgrund
Det moderna Argentina var vid den tiden en del av vicekungadömet Río de la Plata. Huvudstaden var Buenos Aires. Det moderna Uruguay, Paraguay och Bolivia var också en del av detta kungadöme och de kämpade också, liksom Argentina, för sin självständighet. 

### Majrevolutionen
Den militära konflikten i Spanien förvärrades 1810. Sevilla hade invaderats av franska arméer, som redan dominerade merparten av den iberiska halvön. Juntaregimen i Sevilla var upplöst och flera medlemmar flydde till Cádiz, den sista delen av landet där Spanien fortfarande erbjöd motstånd. 

## Minne
I Argentina firas Día de la Revolución de Mayo den 25 maj varje år till minne av Majrevolutionen och är allmän helgdag till minne av dessa händelser. Veckan kallas Semana de Mayo (Majveckan). Argentinas självständighetsdag firas 9 juli, till minne av Argentinas självständighetsförklaring 1816.